# San Prospero
San Prospero ist eine italienische Gemeinde (comune) mit 6165 Einwohnern (Stand 31. Dezember 2023) in der Provinz Modena in der Emilia-Romagna. Die Gemeinde liegt etwa 17,5 Kilometer nordnordöstlich von Modena an der Secchia. San Prospero ist Teil der Unione Comuni Modenesi Area Nord.

## Verkehr
Durch die Gemeinde führt die Strada Statale 12 dell’Abetone e del Brennero.

## Persönlichkeiten
- Elio Bavutti (1914–1987), Radrennfahrer
- Stefano Modena (* 1963), Rennfahrer, in San Prospero aufgewachsen
- Franco Nero (* 1941), Filmschauspieler, in San Prospero geboren